# First Love is Never Returned
First Love is Never Returned（ファーストラブイズネバーリターンド）は、日本の５人組バンド。略称はラブネバ、FLiNR。現在もメンバー全員が札幌市在住で活動。所属レーベルはavexと共に設立したHEiLO RECORDS。「恋する歌声」と呼ばれるKazuki Ishida（ボーカル・キーボード・ギター）の歌声を最大の武器とした「ポップミュージック」を掲げて活動する。音楽ジャーナリストの鹿野淳をして、「声と歌唱が最高。楽曲が可能性のカタマリ。グルーヴは確かなものを打ち鳴らし、独特の空気感で日常にへばりつく「だけど」を鮮やかな言葉にする。札幌で生まれ育ち、今、新しいアーバンポップのメインストリームに新風を吹かせるバンド」と称している。

## 概要
2016年、Kazuki Ishidaが上京して社会人として過ごす中、一念発起して当時の仕事を退職。それまで全く音楽活動をしていなかったにも関わらず、おぼろげに夢を抱いていたNYへVo留学を果たす。ハーレム地区でブラックミュージックを学び、オープンマイクに
参加するなどをしながら数ヶ月を過ごす。
帰国後、地元札幌でYuji Sato（ベース）と出逢い、共にゴスペルミュージックを中心に音楽活動を行う中で、前身バンドを結成。
2018年にFirst Love is Never Returnedに改名。
「初恋のような、音楽と出会った時の初期衝動を忘れない」という意味を込める。しかし正規メンバーは２人のまま、ライヴの集客は完全にゼロのまま1年が過ぎる。
2018年11月、札幌のライヴハウス「COLONY」のイベントで、当時Keita Kotakemori（ギター・キーボード・コーラス）がボーカル、Mizuki Tsunemoto（ドラムス）がドラムを務めていたバンド・Anger Jully The Sun（解散）とFLiNRが初対バン。当時Keita KotakemoriとMizuki Tsunemoto（ドラムス）が所属していたレーベルスタッフだった現マネージャーと出逢う。Kazuki Ishidaの歌声に衝撃を受けた現マネージャーが「しっかりメンバーを集めてバンドやってみたら？」と提案し、ボランティア的にFLiNRのスタッフとなる。
2019年3月、Keita Kotakemoriが所属バンドの解散を機に、ギタリストとして加入。同時にTakehiro Saitoも加入し、４人体制で活動を開始。
2020年3月、活動拠点のライヴハウスCOLONYがコロナ禍で閉店。活動拠点を失ったこと、そして一部のメンバーがコロナ禍により職場からライブハウスへの出入りを禁止とされ、約2年に及ぶ実質の活動休止状態に。
2022年、バンドの継続に関して、ミーティングを行った結果、Takehiro Saitoの活動再開が困難となり、新たなドラマーを探す。その頃、Keita Kotakemoriが、元々一緒にバンドを組んでいた幼馴染のMizuki Tsunemoto（ドラムス）と、お互いの元バンドメンバー岡崎真輝(現・Galileo Galilei)が出演するライブ会場で再会。新たなドラマーとしてMizuki TsunemotoをFLiNRへ誘い、加入が決定。過去に活動拠点としていた「COLONY」の元スタッフがコロナ禍で立ち上げた「VyPass.」というライヴハウスを新たな活動拠点として、ライヴ活動を緩やかに再開。活動再開前からライヴで披露していた「街の灯り」という楽曲のリアレンジに取り組み、「シューズは脱がないで」が完成。マネージャーの「これレコーディングしよう」という号令の元、活動再開へ向かう。
2022年12月、再始動シングル「シューズは脱がないで」をリリースし、活動を再開。同時にミニアルバム「POP OUT!」の制作を行い、３ヶ月連続リリースを行う。一方で、制作中に
Keita Kotakemoriがジストニアと診断され、ピックを使ってのギタープレイが困難に。ギタリストは必須と感じたメンバーは、過去から対バンを重ねていたスリーピースバンドArataのフロントマン・Arata Yamamoto（ギター・コーラス）を新メンバーとして誘い、バンド加入が決定。Keita Kotakemoriはキーボードとフィンガープレイでのアコースティックギターを担当することとなり、現5人体制で本格的に活動を加速させる。
その後、完全無名状態だったが、活動再開からおよそ半年後にオーディションを経て、RISING SUN ROCK FESTIVALへの出場が決定。その後も「Spotify RADAR:Early Noise 2024」への選出や「VIVA LA ROCK 2024」への出場、東阪札ワンマンツアーの成功など、沸々と音楽フリークや業界内の注目を集めている。
2025年5月、3rd Mini Album『POP OUT! III』をリリース。同時にavexと共に新レーベル「HEiLO RECORDS」の設立を発表した。

## メンバー
Kazuki Ishida　（ボーカル・キーボード・ギター）
FLiNRのほぼ全ての楽曲の作詞、作曲を手掛ける。
メインの使用機材はキーボードはNORD Electro 6d。ギターはArata Ymamamotoの機材をその時々で使用。レコーディングでは、SEQUENTIAL Take 5などのシンセサイザーなども使用。
NYにボーカル留学を行った際に、オープンマイクでボビー・コールドウェルの「What You Won't Do for Love」を歌ったところ、会場から拍手が鳴り、シンガーとしての自信を得た。
影響を受けたアーティストは、2PAC、Max Martin、Maxwell、Oasis、カーペンターズ、クリストファー・クロスなど。
Yuji Sato（ベース）
バンドのオリジナルメンバー。
メンバー内唯一の音楽専門学校出身。
メインベースはMTD 535-21。レコーディングでは、Fender American Professional IIのプレシジョンベースも使用。シンセベースはKORG MINI LOGUE XD、Dave Smith Instruments Mopho KBD。
Kazuki Ishidaの歌声をPAとしてミキシングしていた経験がある。
影響を受けたアーティストは、マーカス・ミラー、フレデリック、Dirty Loops、Planetshakers、Children of Bodomなど。
Keita Kotakemori（ギター・キーボード・コーラス）
2019年3月加入。
メインの使用機材はアコースティックギターはC.F.マーティン  OOO-18CTM、エレキギターはGibson Les Paul Standard、キーボードはRoland VR-730。
元Anger Jully The Sun（解散）のメンバー。当時はギターボーカルを務める。
FLiNRと初対バンした際には「解散が決まった段階でIshidaのバンドと対バンしたら、とんでもないボーカルがいるなってびっくりして。当時は自分もボーカルとしてちょっと自信があったんですけど、全然かなわない」と感じたという。。
影響を受けたアーティストは、The 1975、The Music、The Strokes、cinema staff、ELLEGARDEN、BUMP OF CHICKENなど。
Mizuki Tsunemoto（ドラムス）
2022年12月加入。
元Anger Jully The Sun（解散）のメンバー。当時もドラマーを務める。
使用機材はスネアはLudwig LB417、SONAR Benny Greb Signature Snare Drum(13″x5.75)、シンバルはMEINL、スティックはLERNI、ドラムセットはSAKAE OSAKA HERITAGE。
影響を受けたアーティストは、LANY、Maroon 5、Khalid、Justin Bieber、ストレイテナー、赤い公園、Acid Black Cherryなど。
Arata Yamamoto（ギター・コーラス）
2023年2月加入。
現在もスリーピースバンドArataのメンバー。ギターボーカルを務める。
メインの使用ギターは、Maroon 5のギタリスト・ジェームス・バレンタインのシグネイチャーモデルであるミュージックマン Valentine。その他、ミュージックマン Cutlass RSやIbanez  AM100なども使用。メインアンプはMATCHLESS・Avalon 30。
FLiNRとしての出演に続き、次年度のRISING SUN ROCK FESTIVALの新人枠「RISING★STAR」に自身の別のバンドArataとしても出演している。
影響を受けたアーティストは、The Beatles、Michael Jackson、Prince、The Police、Beck、Maroon 5、TOTO、山下達郎、YMO、フジファブリック、サカナクション、くるり、トライセラトップス、東京事変など。

### サポート・メンバー
| 名前           | 担当楽器 | 参加期間 |
| -------------- | -------- | -------- |
| 酒井拓（nope） | 鍵盤     | 2023年 - |

### 元メンバー
Takehiro Saito（ドラムス）
2019年4月加入、2022年12月脱退。「Lady and Sir」のレコーディングに参加。

## 略歴
2018年
6月1日：配信シングル『アオイトリ』をリリース。
2019年
3月3日：Keita Kotakemori、Takehiro Saitoが加入。
7月23日：配信シングル『Lady and Sir』をリリース。
2020年
4月12日：コロナ禍により、活動拠点のライブハウス「COLONY」が閉店。伴って実質の活動休止状態へ。
2022年
12月14日：Takehiro Saitoの脱退とMizuki Tsunemotoの加入が発表、配信シングル『シューズは脱がないで』をリリース。
2023年
1月25日：配信シングル『Mama's Pie』リリース
2月22日：1st Mini Album『POP OUT！』リリース、Arata Yamamoto加入
5月3日：配信シングル『Twenty-Twenty』リリース
6月28日：【RISING★STAR】ライヴ審査の結果、『RISING SUN ROCK FESTIVAL 2023』に出演決定
8月9日：配信シングル『OKACHIMACHI FRIDAY NIGHT』リリース
8月11日：『RISING SUN ROCK FESTIVAL 2023』出演
11月8日：配信シングル『バックミラー』リリース
11月22日：Amazon Music 2023年【Breakthrough Artists of the Year】として選出
12月9日：初のワンマンライヴ『THE FIRST』（at SAPPORO VyPass.）開催。
2024年
1月11日：Spotify『RADAR: Early Noise 2024』として選出
1月15日：音専誌「MUSICA」毎年恒例の新人特集の中の1組として掲載
1月24日：配信シングル『Unlucky!!』リリース
3月20日：配信シングル『ファンデーションの前に』リリース
3月9日：北海道新聞CMソングに『Twenty-Twenty』が採用、OAスタート
3月15日：『Spotify #EarlyNoiseNight #16』（at 渋谷O-EAST)に出演。
4月17日：2nd Mini Album「POP OUT!II」リリース。
5月3日：『VIVA LA ROCK 2024』出演
5月8日：Spotify「音楽の出番だ。」メイド・フォー・ユー篇（WEB CM）に「Unlucky!」が採用、Spotify「音楽の出番だ。」Jam機能篇（WEB CM）に「OKACHIMACHI FRIDAY NIGHT」が採用
6月12日：配信シングル『Black or White?』をリリース
6月16日：自主企画『#FLiNR Early Summer 2024 [once,again] in TOKYO 』( w)Emerald at 新宿MARZ）を開催
6月29日：『#FLiNR Early Summer 2024 [once,again] in SAPPORO（ワンマンライブ）（at 札幌Sound lab mole）』を開催
8月28日：配信シングル『夜的平成浪漫』をリリース
9月25日：全国四か所を回るスリーマンツアー「nova!nova!nova!」をBillyrrom、新東京と共に開催。
10月23日：配信シングル『それが恋だと言ってくれ！』をリリース
11月17日：初のワンマンツアー『#FLiNR A/W TOUR 2024[NOT ALONE]』を大阪 Yogibo HOLY MOUNTAINで開催
11月29日：『#FLiNR A/W TOUR 2024[NOT ALONE]』を東京 代官山SPACE ODDで開催
12月13日：『#FLiNR A/W TOUR 2024[NOT ALONE]』を札幌 cube gardenで開催
2025年
1月11日：日本テレビ「バズリズム２」これがバズるぞ2025で12位に登場
3月26日：配信シングル『挿入歌』をリリース
5月28日：3rd Mini Album『POP OUT! III』をリリースと同時にavexとHEiLO RECORDSの設立を発表
8月6日：配信シングル『微炭酸』をリリース

## ディスコグラフィ

### アルバム
| 全作詞・作曲: Kazuki Ishida。 |                          |               |               |      |
| #                             | タイトル                 | 作詞          | 作曲・編曲    | 時間 |
| 1.                            | 「Baby Don't Stop」      | Kazuki Ishida | Kazuki Ishida | 3:09 |
| 2.                            | 「シューズは脱がないで」 | Kazuki Ishida | Kazuki Ishida | 4:09 |
| 3.                            | 「泡と文學」             | Kazuki Ishida | Kazuki Ishida | 3:55 |
| 4.                            | 「Mama's Pie」           | Kazuki Ishida | Kazuki Ishida | 3:45 |
| 5.                            | 「プラチナ」             | Kazuki Ishida | Kazuki Ishida | 3:42 |

| 全作詞・作曲: Kazuki Ishida。 |                              |               |               |      |
| #                             | タイトル                     | 作詞          | 作曲・編曲    | 時間 |
| 1.                            | 「Twenty-Twenty」            | Kazuki Ishida | Kazuki Ishida | 4:04 |
| 2.                            | 「ファンデーションの前に」   | Kazuki Ishida | Kazuki Ishida | 2:49 |
| 3.                            | 「OKACHIMACHI FRIDAY NIGHT」 | Kazuki Ishida | Kazuki Ishida | 3:17 |
| 4.                            | 「Unlucky!!」                | Kazuki Ishida | Kazuki Ishida | 3:34 |
| 5.                            | 「デッドライン」             | Kazuki Ishida | Kazuki Ishida | 2:53 |
| 6.                            | 「バックミラー」             | Kazuki Ishida | Kazuki Ishida | 3:33 |
| 7.                            | 「People 365」               | Kazuki Ishida | Kazuki Ishida | 4:36 |

| #  | タイトル                     | 作詞          | 作曲・編曲    | 時間 |
| -- | ---------------------------- | ------------- | ------------- | ---- |
| 1. | 「僕らの行進曲」             | Kazuki Ishida | Kazuki Ishida | 3:30 |
| 2. | 「Black or White?」          | Kazuki Ishida | Kazuki Ishida | 3:36 |
| 3. | 「それが恋だと言ってくれ！」 | Kazuki Ishida | Kazuki Ishida | 3:13 |
| 4. | 「夜的平成浪漫」             |               |               | 3:28 |
| 5. | 「メモリーフラッグ」         |               |               | 3:49 |
| 6. | 「落日々」                   |               |               | 3:19 |
| 7. | 「挿入歌」                   |               |               | 2:57 |

### 配信限定シングル
|      | 発売日         | タイトル                 | レーベル         | 収録アルバム     | アートワーク                            | MV                                                 |
| ---- | -------------- | ------------------------ | ---------------- | ---------------- | --------------------------------------- | -------------------------------------------------- |
| 1st  | 2018年6月1日   | アオイトリ               | 自主音源         | 未収録           | design:HAI                              | なし                                               |
| 2nd  | 2019年7月23日  | Lady and Sir             | 自主音源         | 未収録           | design:Keisuke Kurosawa                 | なし                                               |
| 3rd  | 2022年12月14日 | シューズは脱がないで     | Frengers Records | 『POP OUT!』     | design:森野ひにち                       | シューズは脱がないで - YouTube                     |
| 4th  | 2023年1月25日  | Mama's Pie               | Frengers Records | 『POP OUT!』     | design:森野ひにち                       | Mama's Pie - YouTube                               |
| 5th  | 2023年5月3日   | Twenty-Twenty            | Frengers Records | 『POP OUT! II』  | photo:市川実果、design:Keisuke Kurosawa | Twenty-Twenty - YouTube dir:SATO Shinya            |
| 6th  | 2023年8月9日   | OKACHIMACHI FRIDAY NIGHT | Frengers Records | 『POP OUT! II』  | photo:市川実果、design:森野ひにち       | OKACHIMACHI FRIDAY NIGHT - YouTube dir:SATO Shinya |
| 7th  | 2023年11月8日  | バックミラー             | Frengers Records | 『POP OUT! II』  | photo:市川実果、design:Keisuke Kurosawa | バックミラー - YouTube dir:SATO Shinya             |
| 8th  | 2024年1月24日  | Unlucky!!                | Frengers Records | 『POP OUT! II』  | design:森野ひにち                       | Unlucky!! - YouTube dir:SATO Shinya                |
| 9th  | 2024年3月20日  | ファンデーションの前に   | Frengers Records | 『POP OUT! II』  | photo:市川実果、design:Keisuke Kurosawa | ファンデーションの前に - YouTube dir:SATO Shinya   |
| 10th | 2024年6月12日  | Black or White?          | Frengers Records | 『POP OUT! III』 | photo:市川実果、design:Keisuke Kurosawa | Black or White? - YouTube dir:SATO Shinya          |
| 11th | 2024年8月28日  | 夜的平成浪漫             | Frengers Records | 『POP OUT! III』 | photo:市川実果、design:Keisuke Kurosawa | 夜的平成浪漫 - YouTube dir:SATO Shinya             |
| 12th | 2024年10月23日 | それが恋だと言ってくれ！ | Frengers Records | 『POP OUT! III』 | photo:市川実果、design:Keisuke Kurosawa | それが恋だと言ってくれ！ - YouTube dir:SATO Shinya |
| 13th | 2025年3月26日  | 挿入歌                   | HEiLO RECORDS    | 『POP OUT! III』 | design:森野ひにち                       | 挿入歌 - YouTube dir:SATO Shinya producer:山口洋介 |
| 14th | 2025年8月6日   | 微炭酸                   | HEiLO RECORDS    | 未収録           | design:森野ひにち                       |                                                    |

### タイアップ
| 楽曲名                   | タイアップ先                                                    |
| ------------------------ | --------------------------------------------------------------- |
| Twenty-Twenty            | 北海道新聞『変わらないモノ 変わり続けるもの』CMソング           |
| Unlucky!                 | Spotify『音楽の出番だ。・メイド・フォー・ユー篇』WEB CMソング   |
| OKACHIMACHI FRIDAY NIGHT | Spotify『音楽の出番だ。・Jam機能篇』WEB CMソング                |
| 挿入歌                   | 日本テレビ系列『水曜プラチナイト』2025年4月度エンディングテーマ |
| 僕らの行進曲             | 日本テレビ系列『水曜プラチナイト』2025年6月度エンディングテーマ |